# Prix Russophonie
Le prix Russophonie est un prix littéraire qui récompense la meilleure traduction d’un ouvrage littéraire du russe vers le français quelle que soit la nationalité de son auteur. Le jury est composé d’universitaires, journalistes, écrivains : se sont succédé Andreï Makine, Andreï Kourkov, Agnès Desarthe, Evguéni Bounimovitch (ru), Irène Sokologorsky, Natalia Jouravliova, Elena Balzamo, Gérard Conio, Françoise Genevray et Christine Mestre. Il est placé sous la présidence d’honneur de Tatiana Youmacheva-Eltsine.
Créé en 2006 à l’initiative de la Fondation Eltsine et de l’Association France-Oural, le prix Russophonie a pour ambition de contribuer à promouvoir la littérature en langue russe, à mieux faire connaitre ses acteurs : auteurs, traducteurs, éditeurs et à créer un lien culturel fort entre la Francophonie et le monde russophone.
À la faveur de l'année croisée France-Russie en 2010, le prix Russophonie a donné naissance à un festival : Les Journées européennes du livre russe et des littératures russophones qui réunit chaque année des auteurs russophones et francophones.
Le prix Russophonie 2021-2022 a été remis lors des 13e Journées européennes du livre russe et des littératures russophones le 12 février 2022 dans les salons de la Mairie du 5e arrondissement de Paris. 

## Liste des lauréats

### Années 2000
- 2007 - 1re édition : Jean-Baptiste Godon pour la traduction de Au Diable Vauvert d’Evgueni Zamiatine (éditions Verdier)
  - Mentions spéciales 2007 :
    - Anne Coldefy-Faucard pour la traduction de Les Âmes mortes de Nicolas Gogol (Le Cherche midi)
    - Henri Abril pour la traduction de Incident de Daniil Harms Éditions Circé
    - Anne Kichilov pour la traduction de La Veilleuse des Solovki de Boris Chiriaev (ru) (Éditions des Syrtes)
    - Jacques Imbert pour la traduction de Les Cinq de Vladimir Jabotinsky (Éditions des Syrtes)

- 2008 - 2e édition : Joëlle Dublanchet pour la traduction des livres Pathologies de Zakhar Prilepine (éditions des Syrtes) et de L’Année du mensonge d’Andreï Guelassimov (éditions Actes Sud), ex æquo
  - Mentions spéciales 2008 :
    - Lily Denis pour la traduction de Les Hauts de Moscou de Vassili Axionov (Actes Sud)
    - Luba Jurgenson pour la traduction des Têtes interverties de Léonid Guirchovitch (Éditions Verdier)
    - Nicolas Struve pour la traduction des Lettres de Marina Tsvétaéva à Konstantin Rodzévitch de Marina Tsvetaïeva (Éditions Clémence Hiver)

- 2009 - 3e édition : Hélène Châtelain pour la traduction d’Éloge des voyages insensés de Vassili Golovanov (Éditions Verdier)
  - Mentions spéciales 2009 :
    - Claude Frioux pour la traduction de Jessie et Morgane de Alexandre Grine (L’Harmattan)
    - Jacques Imbert pour la traduction de La Ravine de Sergueï Essénine (Éditions Harpo &)
    - Marie-Noëlle Pane pour la traduction de Voyage à Briansk de Olga Sedakova (Éditions Clémence Hiver)
    - Anne Coldefy-Faucard et Jacques Catteau pour la traduction de Victor Vavitch de Boris Stepanovitch Jitkov (Calmann-Lévy)

### Années 2010
- 2010 - 4e édition : ex-aequo Sophie Benech, pour la traduction du Conte de la lune non éteinte de Boris Pilniak (Éditions Interférences) et Christine Zeytounian-Beloüs pour sa traduction du poème Premier rendez-vous d’Andreï Bely (Éditions Anatolia)

- 2011 - 5e édition : Luba Jurgenson pour sa traduction de Apologie de Pluchkine (De la dimension humaine des choses) de Vladimir Toporov (Éditions Verdier)  (ISBN 978-2-8643-2589-5) et Julie Bouvard pour sa traduction de Le Syndrome de Fritz, de Dimitri Bortnikov (Noir sur blanc)
  - Mentions spéciales 2011 :
    - Anne Victoire-Charrin et Anne Coldefy-Faucard pour leur traduction de La Mère de dieu dans les neiges de sang de Erémeï Aïpine, éditions Paulsen  (ISBN 978-2-916552-09-5) (BNF 42162618)
    - Maud Mabillard pour la traduction de Opération betterave de Nicolas Bokov (Noir sur blanc)  (ISBN 978-2-88250-237-7)
    - Yves Gauthier pour la traduction de Le Voyage de Mouri de Ilya Boyachov (ru) (Gallimard)  (ISBN 978-2-07-012368-1)

- 2012 - 6e édition : Anne-Marie Tatsis-Botton pour sa traduction de Souvenirs du futur de Sigismund Krzyzanowski (Éditions Verdier)  (ISBN 978-2-8643-2619-9)
  - Mentions spéciales 2012 :
    - Anne Coldefy-Faucard pour sa traduction de La Tourmente de Vladimir Sorokine (Éditions Verdier)  (ISBN 978-2-86432-657-1)
    - Bernard Kreise pour sa traduction de La Tête de mon père de Elena Botchorichvili (Éditions du Boréal)  (ISBN 9782764620823)
    - André Markowicz pour son ouvrage Le Soleil d’Alexandre, Le Cercle de Pouchkine (1802–1841), Anthologie poétique (Actes sud)  (ISBN 978-2-330-00023-3)
    - Henri Deluy pour sa traduction de L’Amour, la poésie, la révolution de Vladimir Maïakovski (Le Temps des cerises)  (ISBN 9782841098606)

- 2013 - 7e édition : Hélène Henry-Safier pour sa traduction de Boris Pasternak biographie de Dmitri Bykov (Éditions Fayard)  (ISBN 978-2-213-63236-0)
  - Mentions spéciales 2013 :
    - Henri Abril pour sa traduction de La Baignoire d’Archimède, anthologie de l’Obériou (Éditions Circé)  (ISBN 9782842423315)
    - Jean-Claude Schneider pour sa traduction de Le Bruit du temps d'Ossip Mandelstam (Éditions Le Bruit du temps)  (ISBN 978-2-35873-036-5)
    - Véronique Lossky, Nadine Dubourvieux, Luba Jurgenson pour leur traduction de Récits et essais, œuvres, tome 2 de Marina Tsvetaeva (Éditions du Seuil)
    - Luba Jurgenson pour sa traduction de Schubert à Kiev de Léonid Guirchovitch (Éditions Verdier)  (ISBN 978-2-86432-668-7)

- 2014 - 8e édition : Françoise Lhoest pour sa traduction des Lettres de Solovki de Pavel Florensky (Éditions L'Âge d'Homme)  (ISBN 978-2-8251-4156-4)
  - Mentions spéciales 2014 :
    - Marina Berger pour sa traduction de Le Style et l’époque de Moïsseï Ginzbourg (Infolio éditions)  (ISBN 9782884747103)
    - Luba Jurgenson pour sa traduction de Le Livre du retour de Julius Margolin (Éditions Le Bruit du temps)  (ISBN 978-2-35873-044-0)
    - Nina Kéhayan pour sa traduction de Portrait critique de la Russie de Dina Khapaeva (ru) (Éditions de l'Aube)  (ISBN 978-2-8159-0570-1)
    - Yves Gauthier pour sa traduction de Ciel orange d’Andreï Roubanov (Éditions Ombres noires)  (ISBN 9782081277670)

- 2015 - 9e édition : Hélène Sinany pour sa traduction de Le Persan d’Alexander Ilichevsky (Gallimard)  (ISBN 978-2-07-013639-1)
  - Mentions spéciales 2015 :
    - Marianne Gourg-Antuszewicz pour sa traduction de Le Temps des femmes d’Elena Tchijova (Noir sur Blanc)  (ISBN 978-2-8825-0332-9)
    - Luba Jurgenson pour sa traduction de Camarade Kisliakov de Panteleïmon Romanov (Éditions Héros-Limite)  (ISBN 978-2-940358-86-1)
    - Paul Lequesne pour sa traduction de Histoires de Cimetière de Boris Akounine (Grigori Tchkhartichvili) (Noir sur Blanc)  (ISBN 978-2-8825-0335-0)
    - Raphaëlle Pache pour sa traduction de Vongozero de Jana Vagner (Mirobole Éditions)  (ISBN 979-10-92145-27-4)

- 2016 - 10e édition : Odile Belkeddar pour sa traduction de L'Insigne d'argent de Korneï Tchoukovski (École des Loisirs) 
  - Mentions spéciales 2016 :
    - Anne Coldefy-Faucard pour sa traduction de La Joie du soldat de Viktor Astafiev (Éditions du Rocher)
    - Jacques Duvernet pour sa traduction de Minsk cité de rêve de Artur Klinau (be) (Éditions Signes et Balises)
    - Jacques Michaut Paterno pour sa traduction de Dernières Feuilles de Vassili Rozanov (Éditions des Syrtes)
    - Anne-Marie Tatsis-Botton pour sa traduction de Les Quatre Vies d'Arséni : roman non historique d'Evgueni Vodolazkine (Éditions Fayard)

- 2017 - 11e édition : Fanchon Deligne pour sa traduction de Le Couloir blanc : souvenirs autobiographiques : de la naissance à l'exil de Vladislav Khodassevitch (Éditions Interférences)  (ISBN 978-2-909589-33-6)
  - Mentions spéciales 2017 :
    - Marianne Gourg-Antuszewicz pour sa traduction de L'Hôtel du futur de Gaïto Gazdanov (Éditions Circé)
    - Hélène Henry pour sa traduction de Le Voyage de Hanumân de Andreï Ivanov (ru) (Éditions Le Tripode)
    - Anne de Pouvourville pour sa traduction de Un poète fusillé, Vers choisis de Nikolaï Oleïnikov (en) (Éditions Gallimard)
    - Macha Zonina pour sa traduction de Le Pont sur la Nerotch de Leonid Tsypkine (Christian Bourgois Éditeur)  (ISBN 978-2-267-02968-0)

- 2018 - 12e édition : Yvan Mignot pour sa traduction de Œuvres : 1919-1922 de Velimir Khlebnikov, (Éditions Verdier)  (ISBN 2864329204)
  - Mentions spéciales 2018 :
    - Yves Gauthier pour sa traduction de L’ours est mon maître de Valentin Pajetnov (Éditions Transboréal)  (ISBN 2361571935)
    - Cécile Giroldi pour sa traduction de Je suis Tchétchène de German Sadulaïev (en) (Éditions Louison)  (ISBN 1095454072)
    - Jean-Christophe Peuch pour sa traduction de Suicide de Mark Aldanov (Éditions des Syrtes)  (ISBN 9782940523603)
    - Christine Zeytounian-Beloüs pour sa traduction de Le Livre invisible suivi du journal invisible de Sergueï Dovlatov (Éditions La Baconnière)  (ISBN 2940431647)

- 2019 - 13e édition : Christine Zeytounian-Beloüs pour sa traduction de L’Imparfait du temps passé de Grisha Bruskine (Nouvelles Editions Place)  (ISBN 9782376280255)[4]
  - Mentions spéciales 2019 :
    - Sophie Benech pour sa traduction de Voleur, espion et assassin de Iouri Bouïda (Gallimard)  (ISBN 9782072723902)
    - Maria-Luisa Bonaque pour sa traduction de Prague Nuit rouge de Pavel Pepperstein (Nouvelles Editions Place)  (ISBN 9782376280361)
    - Hélène Henry pour sa traduction de La Cartothèque de Lev Rubinstein (Éditions Le Tripode)  (ISBN 978-2370551542)
    - Frère Bertrand Jeuffrain pour sa traduction de L’Enfant de sucre d’Olga Gromova (Les éditions des Quatre Vivants)  (ISBN 979-1-09-508705-2)

### Années 2020
- 2020 - 14e édition : Anne Coldefy-Faucard pour la traduction de Manaraga de Vladimir Sorokine (Editions l’Inventaire)  (ISBN 978-2355970382)[5]
  - Mentions spéciales 2020 :
    - Hélène Henry-Safier pour la traduction de Le corps revient : Contre le lyrisme, Maria Stepanova (ru) (Nouvelles éditions Place)  (ISBN 978-2376280521)
    - Emma Lavigne pour Zahhâk, le roi serpent de Vladimir Medvedev (Éditions Noir sur Blanc)  (ISBN 978-2-88250-583-5)
    - Myriam Odaysky pour la traduction de Pérégrinations 1723-1747 de Vassili Grigorovitch-Barski (Éditions des Syrtes)  (ISBN 978-2940628131)
    - Anne-Marie Tatsis-Botton pour la traduction de Mon siècle ma jeunesse d’Anatoli Mariengof (Éditions Noir sur Blanc)  (ISBN 978-2-88250-578-1)

- 2021 - 15e édition : ex-aequo Yves Gauthier pour la traduction de Dersou Ouzala de Vladimir Arseniev (Editions Transboréal)  (ISBN 2361573040) et Andreï Vieru pour la traduction de Le Visiteur de marbre et autres œuvres théâtrales d'Alexandre Pouchkine, Editions Vendémiaire  (ISBN 2363583582)
  - Mentions spéciales 2021 :
    - Véronique Patte pour la traduction de Les aventures d’un sous-locataire de Iouri Bouïda (Gallimard)  (ISBN 2072880165)
    - Marianne Gourg-Antuszewicz pour la traduction de La route d’hiver, Iakoutie 1922-1923 de Léonid Youzefovitch (ru) (Editions Noir sur Blanc)  (ISBN 2882506260)
    - Maud Mabillard pour la traduction de Le Manteau à martingale de Mikhaïl Chichkine (Éditions Noir sur Blanc)  (ISBN 2882506198)